# École de guerre
Die École de guerre (EdG; 1873 bis 1993 École supérieure de guerre; 1993 bis 2011 Collège interarmées de Défense) in Paris ist eine Militärschule der Französischen Streitkräfte und ist zuständig für die Offizierausbildung aller Truppengattungen auf höchster Ebene.

## Geschichte
Die École de guerre wurde 1873 als École supérieure de guerre durch den Général de division Ernest Courtot de Cissey gegründet, der mit der Einrichtung von Ausbildungskursen für Berufssoldaten Lehren aus der Niederlage im Deutsch-Französischen Krieg 1870 ziehen wollte. Sie ersetzte die ältere École d’état major und orientierte sich an der preußischen Kriegsakademie.
Im Jahre 1992 wurde die Einrichtung durch das Collège interarmées de Défense ersetzt, aus dem 2012 die École de guerre wurde.
In der École supérieure de guerre wurden bis in die 1990er Jahre etwa 12.000 Offiziere ausgebildet, von denen 3000 ausländischen Streitkräften angehörten. Sie diente außerdem als Vorbild für die Kriegshochschule Vysoká škola válečná in Prag, die 1921 mit Hilfe der Französischen Militärmission errichtet wurde.

## Auftrag
Die École de guerre ist vergleichbar mit der deutschen Führungsakademie der Bundeswehr und bildet höhere Offiziere in Stabs-, Kommando- und Managementaufgaben der französischen Streitkräfte sowie internationalen Stäben aus. Die Teilnehmer absolvieren in ihrer Ausbildung verschiedene Lehrgänge, die sie auf sämtliche Aufgaben im Gefecht der verbundenen Waffen bis auf Divisions- und Korpsebene vorbereiten.

## Organisation
Die École de guerre ist Teil der École militaire und untersteht dem Chef des Generalstabes. Ihr Kommandeur ist Fachvorgesetzter der Teilnehmer. Ihm untersteht die Abteilung Bildung, die für die akademische und militärische Ausbildung zuständig ist sowie die Abteilung für internationale Ausbildung unter der Leitung der Direction de l’enseignement militaire supérieur. Die École de guerre arbeitet eng mit dem Institut des hautes études de défense nationale zusammen.

## Liste der Kommandeure seit 2011
| Name                                            | Beginn          | Ende          |
| ----------------------------------------------- | --------------- | ------------- |
| général de division Philippe Pottier            | 01. August 2022 |               |
| général de division aérienne Jean-Marc Vigilant | 27. Juli 2020   | 31. Juli 2022 |
| contre-amiral Loïc Finaz                        | 2017            | 2020          |
| général de brigade Hubert de Reviers de Mauny   | 2014            | 2017          |
| vice-amiral Marc de Briançon                    | 2012            | 2014          |
| général de division aérienne Pascal Valentin    | 2010            | 2012          |